# On meni nema Bosne
On meni nema Bosne ist das vielleicht bekannteste Monodrama des bosnischen Schriftstellers, Kabarettisten und Schauspielers Josip Pejaković.

## Inhalt
In dem Stück erzählt ein vom Namen her unbekannter Bosnier von den Erlebnissen, die er machte, als er versuchte, zuerst in Bosnien und später als Gastarbeiter in Deutschland eine Arbeit zu finden. Bei der Reise nach Deutschland geschehen Dinge, anhand derer der Charakter der einzelnen Volksgruppen des ehemaligen Jugoslawien auf humoristische Weise nachgezeichnet wird.
Der Erzähler, welcher von schlichtem Gemüt ist, wird, in Deutschland angekommen, von einem mysteriösen Fremden darauf hingewiesen, dass es Bosnien nicht gibt. Da der Erzähler jedoch aus Bosnien kommt, entschließt er sich, durch solche Aussagen tief beunruhigt, zurück nach Bosnien zu fahren, um zu sehen, ob es noch existiert oder nicht.
Im Gegensatz zu den wirklichen Gastarbeitern also verbleibt der Erzähler nicht in der Fremde, sondern kehrt, durch den Unbekannten beunruhigt, in die Heimat zurück. Dort nimmt er sie wieder in Besitz. Hierdurch zeigt Pejaković – ob beabsichtigt oder nicht – sehr fein differenzierend, dass die einzige Möglichkeit, die Heimat nicht zu verlieren, darin besteht, zu ihr zurückzukehren.

## Titel
Der Titel On meni nema Bosne ist aufgrund der Tatsache, dass es sich um eine grammatikalisch eigentlich unzulässige Verkürzung handelt, schwierig zu übersetzen. Wörtlich übersetzt bedeutet es „Er mir Bosnien gibt es nicht“. Semantisch sehr nah ist jedoch eher „Sagt er zu mir: Bosnien gibt es nicht.“ Der ganze Text des Monodramas ist durchsetzt mit ähnlichen sehr charakteristischen Verkürzungen.